# Celia Sánchez
Pour les articles homonymes, voir Sánchez.
Celia Sánchez Manduley, née le 9 mai 1920 à Media Luna (auj. dans la province de Granma) et morte le 11 janvier 1980 à La Havane, est une femme politique et révolutionnaire cubaine. Proche de Fidel Castro, elle participe à la révolution de 1959 et restera à ses côtés jusqu'à sa mort en 1980.

## Biographie

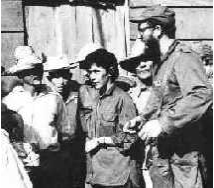
Celia Sánchez, au centre, aux côtés de Fidel Castro, en 1958.

### Enfance
Celia Sánchez est née dans une famille fortunée, elle est la fille d'un médecin de Manzanillo. Un de ses frères est dentiste et une de ses sœurs est mariée au commandant Arnaldo Ochoa Sánchez.

### Révolution
Elle est, pendant la révolution cubaine, une des premières femmes à la tête d'un escadron de combat. 
Elle était présente dans la sierra Maestra avant même le début des hostilités, pour lutter contre le régime du président Batista. Elle participe au mouvement du 26 Juillet dès 1953. Elle prend la tête de certaines opérations comme la mise en place d'un réseau sûr et efficace dans la sierra Maestra de "guajiros" (paysans dévoués à la cause castriste). Elle est chargée de prendre les décisions dans toute la région de la côte sud-ouest de Cuba, et gère notamment le débarquement du yacht Granma, en 1957. Elle rejoint la même année la guérilla comme estafette : elle transporte des télégrammes cachés dans des fleurs pour échapper à leurs adversaires. Juanita Castro présente Celia Sánchez comme la femme de Fidel après un mariage dans la Siera Maestra. Mais jamais Fidel Castro et Celia Sánchez ne répondirent aux rumeurs qui leur attribuaient une vie commune. Fumeuse invétérée, comme Fidel Castro, elle meurt le 11 janvier 1980 d'un cancer du poumon. Fidel arrêta alors de fumer pour donner l'exemple au peuple cubain. Elle eut droit à des obsèques de chef d'État.

### Carrière politique politique
Son attachement à Fidel Castro a été récompensé par différents postes officiels, notamment celui de secrétaire de la présidence du conseil des ministres.

## Hommage
Un monument en son honneur a été dressé au parc Lénine, dans les environs de La Havane et un autre à Manzanillo.

### Filmographie
- Haydée et Célia : quand la Révolution s'est faite femme, film de Véronika Petit et Renaud Schaak, Mouvements d'ici bas, Kinorev, 2012, 1 h 53 min (DVD)